# Quadro de medalhas de saltos ornamentais na Universíada de Verão de 1963

## Quadro de medalhas
| Ordem | País                   | Medalha de ouro | Medalha de prata | Medalha de bronze |   |
| ----- | ---------------------- | --------------- | ---------------- | ----------------- | - |
| 1     | FRG Alemanha Ocidental | 2               | 4                |                   | 6 |
| 2     | JPN Japão              | 2               |                  | 2                 | 4 |
| 3     | BRA Brasil             |                 |                  | 2                 | 2 |